# Anjeux
Anjeux település Franciaországban, Haute-Saône megyében. Lakosainak száma 144 fő (2022. január 1.). Anjeux Cuve, Bouligney, Dampvalley-Saint-Pancras, Girefontaine, Jasney, La Pisseure, Saint-Loup-sur-Semouse és Plainemont községekkel határos.

## Népesség
A település népességének változása:
| Lakosok száma | 143  | 142  | 147  | 144  | 145  | 143  | 142  | 140  | 144  |
|               | 2013 | 2015 | 2016 | 2017 | 2018 | 2019 | 2020 | 2021 | 2022 |